# Simple Life
Simple Life is een nummer van de Nederlandse zangeres Jacqueline Govaert uit 2014. Het is de eerste single van haar tweede soloalbum Songs to Soothe.
"Simple Life" is een rustige ballad waarin Govaert bezingt dat ze op haar gelukkigst is wanneer ze de kleine dingen in het leven doet: wijntje drinken, in de tuin zitten en genieten van het leven. Het nummer haalde in Nederland de 8e positie in de Tipparade.